# All of Me (Dee Dee Bridgewater)
All of Me è un album di Dee Dee Bridgewater, pubblicato nel 1992.

## Tracce
1. Place in the Sun
2. Desire of Love
3. Angel of the Night
4. A Child Is Born
5. Heartache Caravan
6. Just Tell Me Why
7. The World Turns Around
8. Wall of Love
9. Just a Feeling
10. Next Time I Fall in Love
11. Till the Next... Somewhere

## Curiosità
Il brano Place in the Sun, composto da Guido Maria Ferilli, è stato utilizzato come colonna sonora della miniserie televisiva italiana Il coraggio di Anna.